# توت‌فرنگی (فیلم)
توت‌فرنگی (تامیلی: ஸ்டராபெரி) یک فیلم ترسناک هندی است که در سال ۲۰۱۵ منتشر شد. از بازیگران این فیلم می‌توان به آوانی مودی اشاره کرد.